# Улица Леонида Первомайского
У́лица Леони́да Первома́йского — улица в Печерском районе города Киева. Проходит от улицы Мечникова и Кловской площади до конца застройки.
Приобщается Печерский спуск, а также проходы на улицу Панаса Мирного и бульвар Леси Украинки (лестница). 

## История
Улица возникла в 50-е годы XX века, в 1958 году получила название переулок Мечникова. Современное название в честь писателя Леонида Первомайского с 1974 года. Застраиваться улица начала в конце 1950-х годов.

## Памятники и мемориальные доски
Дом №3 — мемориальная доска в честь археолога Бибикова Сергея Николаевича, который жил в этом доме в 1955–1988 годах. 
Дом №5  —  мемориальная доска в честь певца и композитора Владимира Ивасюка, который в 1974—1976 годах работал в Доме звукозаписи Украинского радио над записью своих песен.

## Учреждения и заведения
- Отделение Государственного казначейства Украины в Печерском районе (дом №9А);
- Концертно-студийный комплекс Национальной радиокомпании Украины (дом №5А);
  - Дом звукозаписи Украинского радио (дом №5В);
- Жилой комплекс «Jack House» — третий по высоте небоскрёб Украины (занимает место дома №8, однако имеет адрес по бульвару Леси Украинки).